# John Breyner Caicedo
John Breyner Caicedo (Riofrío, Valle del Cauca, Colombia; 24 de marzo de 1995) es un futbolista colombiano que juega como guardameta.

## Trayectoria
John Breyner Caicedo debutó como profesional el 14 de septiembre de 2013, con el Bogotá ante el Real Santander en un partido válido por el clausura de la Primera B de Colombia. En su primer semestre, disputó 7 partidos válidos por la liga.
En el 2014 jugó nuevamente 7 partidos. Ya en 2015 jugó 13 partidos adueñándose la titularidad del equipo de la capital colombiana.

## Clubes
| País        | Club                | Año         |
| ----------- | ------------------- | ----------- |
| Colombia    | Bogotá F. C.        | 2013 - 2016 |
| Colombia    | Deportivo Pasto     | 2017        |
| Colombia    | Boyacá Chicó        | 2019        |
| 🇵🇾 Paraguay | Atlético colegiales | 2020        |
| 🇨🇴Colombia  | Atlético huila      | 2021        |